# 多马拉朱·古凯什
多马拉朱·古凯什（英語：Gukesh Dommaraju；2006年5月29日—），印度国际象棋特级大师。

## 生平
古凯什出生于印度泰米尔纳德邦金奈的一个泰卢固家庭，父亲是耳鼻喉科医生，母亲则是微生物学家。
古凯什是一位国际象棋神童，七岁时开始学棋。他曾于2018年、2020年先后获得过世界国际象棋青少年锦标赛12岁组、14岁组冠军。2019年，年仅12岁的古凯什晋升国际象棋特级大师，成为史上仅次于谢尔盖·卡里亚金第二年轻的特级大师（仅差17天）。2022年8月，他在金奈举办的第44届国际象棋奥林匹克上获得第一枚个人金牌，并带领印度二队获团体铜牌。同年9月，其等级分首次超过2700分，成为自韦奕与阿里雷萨·菲鲁兹雅之后史上第三年轻达此成就的棋手。2023年8月，他更是成为了历史上等级分达到2750分最年轻的棋手。同年年底，他获得参加2024年国际象棋世界冠军候选人赛的资格。
2024年4月，他以9/14的积分获得候选人赛冠军，并由此成为历史上最年轻的国际象棋世界冠军挑战者。他与2023年国际象棋世界冠军丁立人争夺2024年世界冠军的头衔。在2024年国际象棋世界冠军赛中以7.5:6.5获胜，成为第18位国际象棋世界冠军，同时也是历史上最年轻的世界冠军。